# ادیلسون (بازیکن فوتبال، زاده ۱۹۸۷)
ادیلسون (انگلیسی: Adilson؛ زادهٔ ۱۸ فوریهٔ ۱۹۸۷) بازیکن فوتبال اهل برزیل است.
از باشگاه‌هایی که در آن بازی کرده‌است می‌توان به باشگاه فوتبال کورینتیانس اشاره کرد.